# Synagoga Szacha w Holešovie
Synagoga Szacha w Holešovie (cz. Šachova synagoga v Holešově) – synagoga znajdująca się w Holešovie, w Czechach. 
Jest obecnie jedyną synagogą w kraju należącą do tzw. polskiego typu, która przetrwała do dziś i jest określana jako unikat na skalę światową.

## Historia
Gmina żydowska w Holešovie istniała już w XV wieku. Posiadała ona drewnianą synagogę, która spłonęła w 1560 roku. Niedługo później wzniesiono obecną budowlę. W 1615 roku dobudowano przedsionek, a wnętrze przebudowano w 1737 roku. 
Podczas II wojny światowej synagoga została zdewastowana. Obecnie synagoga pełni rolę muzeum. W babińcu i w dawnej szkole znajduje się ekspozycja „Żydzi i Morawy” pokazująca dzieje Żydów na Morawach od początku ich osadnictwa do II wojny światowej. Druga część ekspozycji prezentuje żydowskie zabytki Moraw zarówno istniejąca, jak i zniszczone. W obu pomieszczeniach są także wystawione przedmioty służące do kultu religijnego, jak również rzeczy codziennego użytku. Nabożeństwa w synagodze odbywają się tylko podczas Tygodnia Kultury Żydowskiej.

## Architektura
Murowany, dwukondygnacyjny budynek synagogi wzniesiono na planie prostokąta, w stylu renesansowym, ze zdobieniami wnętrz o tzw. typie polskim. Na parterze znajduje się prostokątna główna sala modlitewna. Na jej środku stoi bogato zdobiona, altanowa, kuta bima skąd czytano Torę, ogłaszano zarządzenia i wyroki sądowe. Bima holeszowskiej synagogi zapewne pochodzi z niedalekich Dřevohostic, skąd została przeniesiona po zaniku tamtejszej gminy. Powstała w drugim trzydziestoleciu XVIII wieku. Na wschodniej ścianie zachował się renesansowy, kuty w kamieniu Aron ha-kodesz zwieńczony koroną.
W południowej ścianie głównej sali znajdują się dwa otwory umożliwiające widok z babińca, w której zachowały się resztki naściennych malowideł z tekstami rytualnymi obramowanych listwami z owocową i kwiatową dekoracją. Nad babińcem znajduje się pomieszczenie służące pierwotnie jako szkółka religijna. Prowadzą do niej strome schody. W tym pomieszczeniu zachował się drewniany strop z 1737 roku zdobiony motywami kwiatowymi, owocowymi i zwierzęcymi.

## Galeria

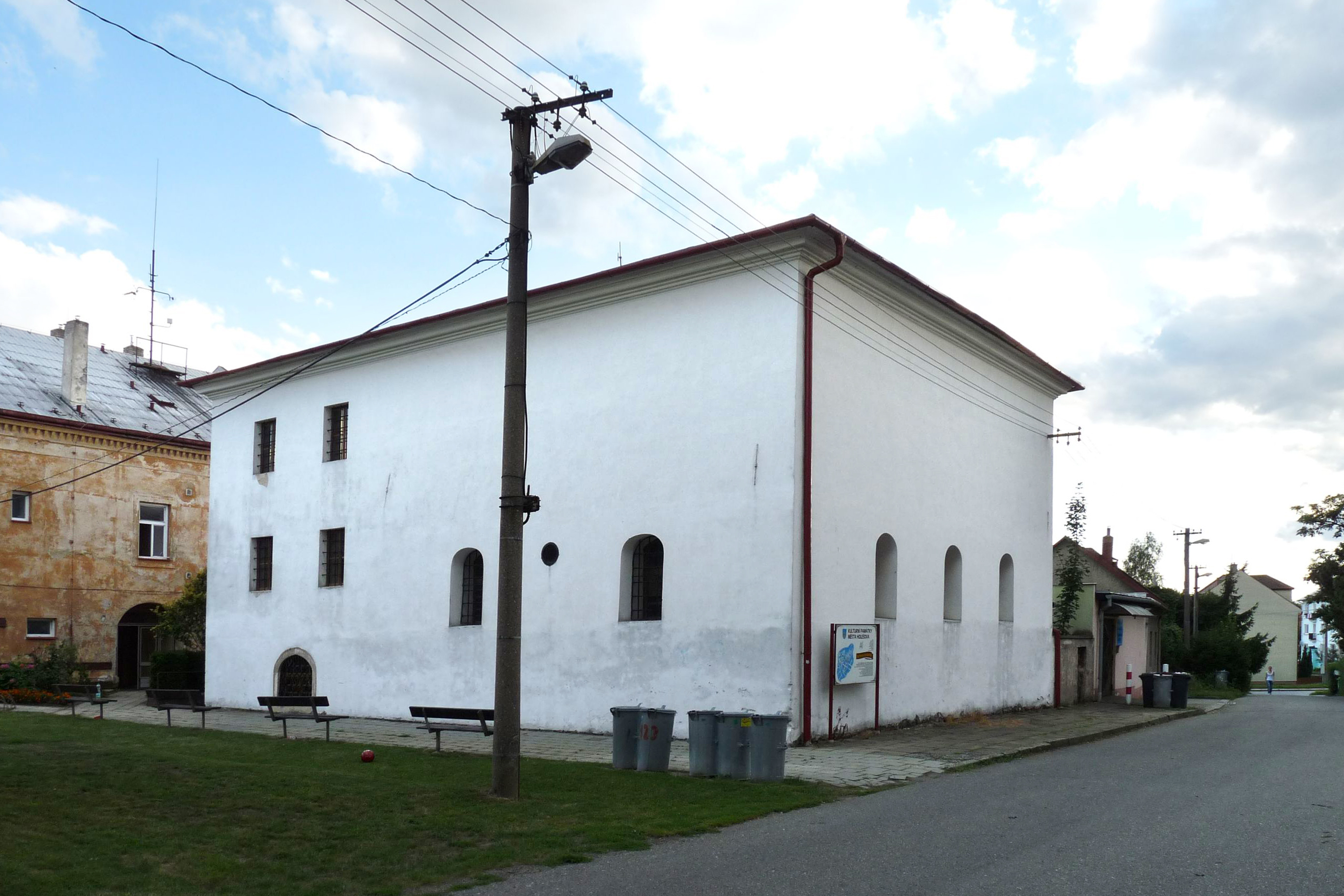
wygląd zewnętrzny
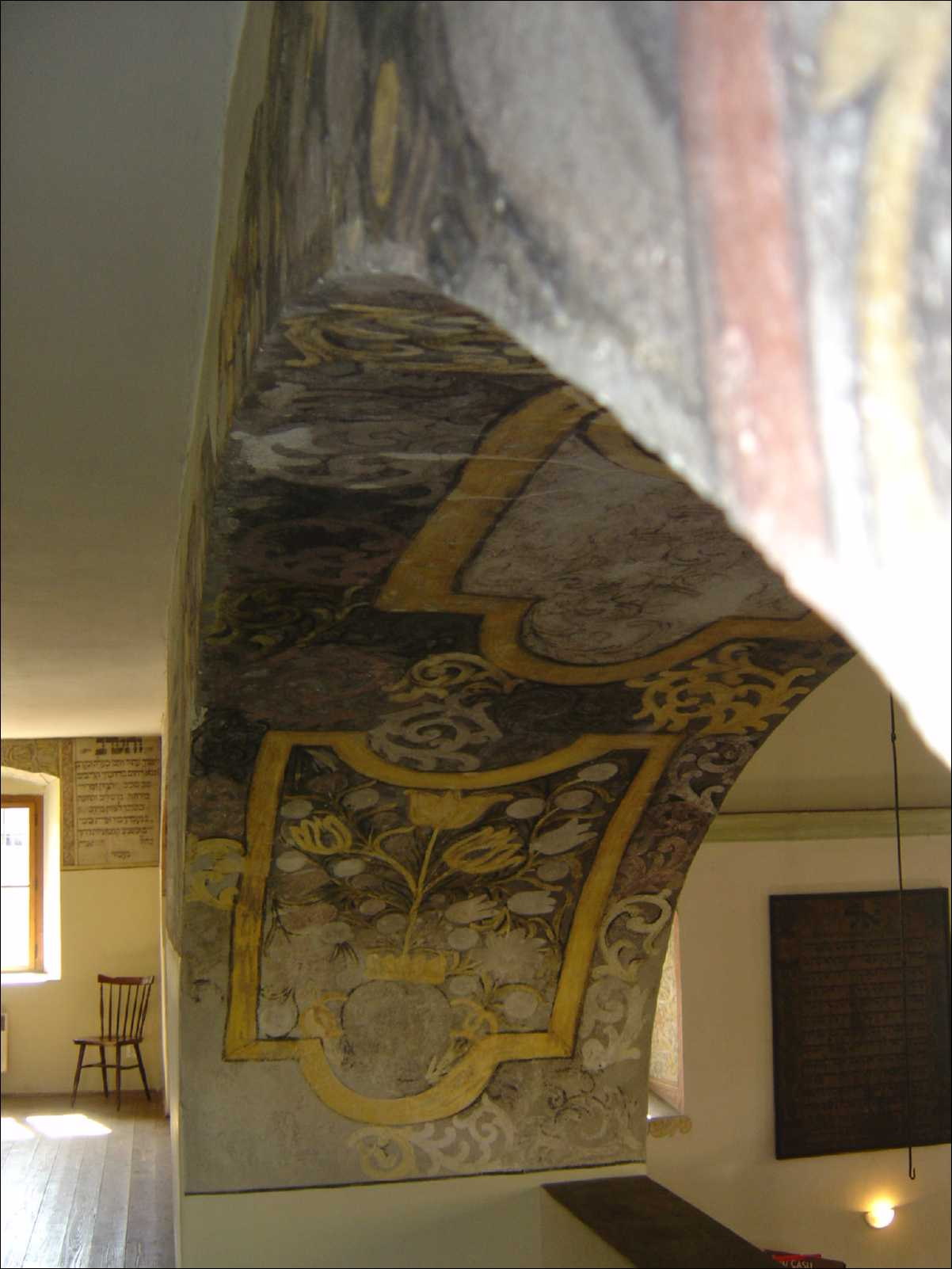
Polichromie
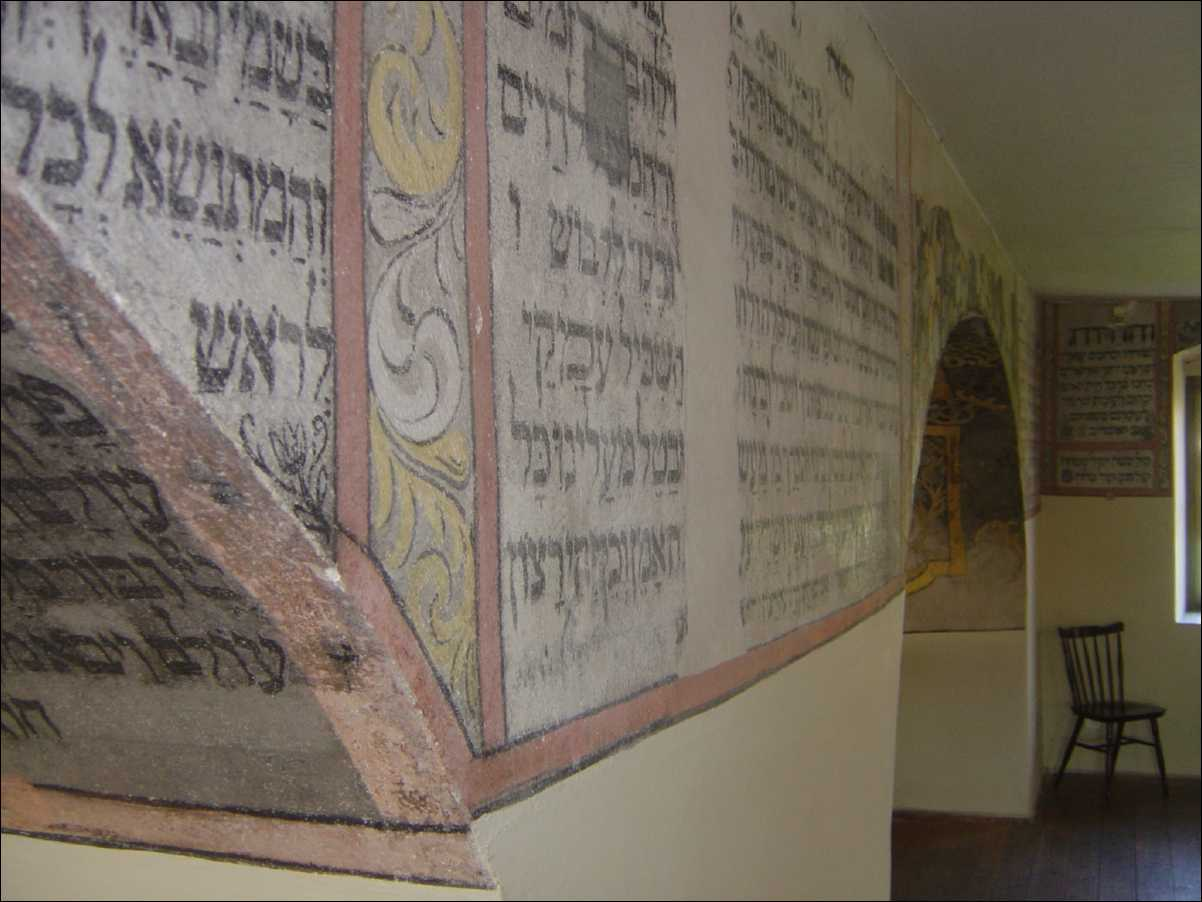
Inskrypcje naścienne
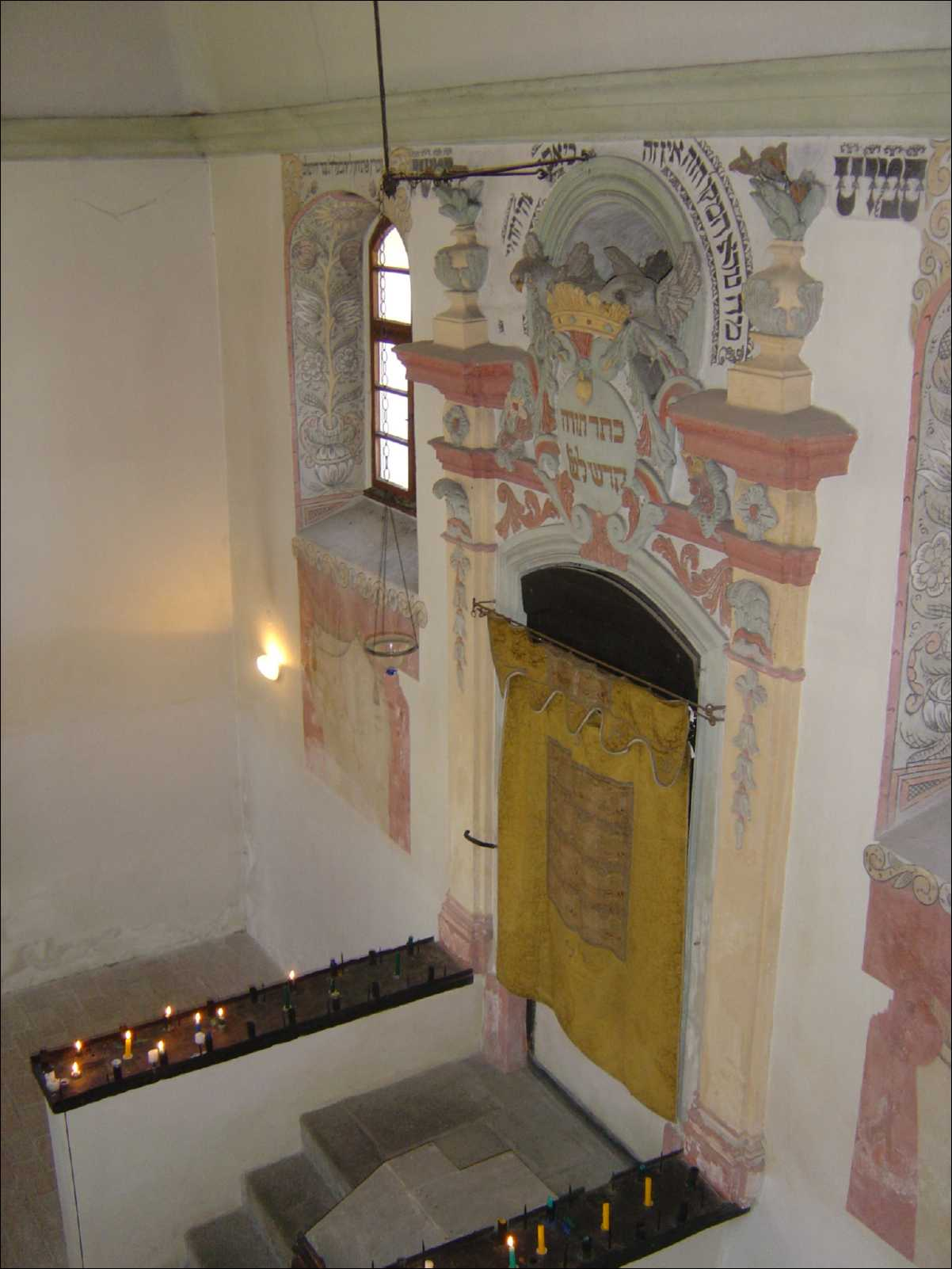
Aron ha-kodesz
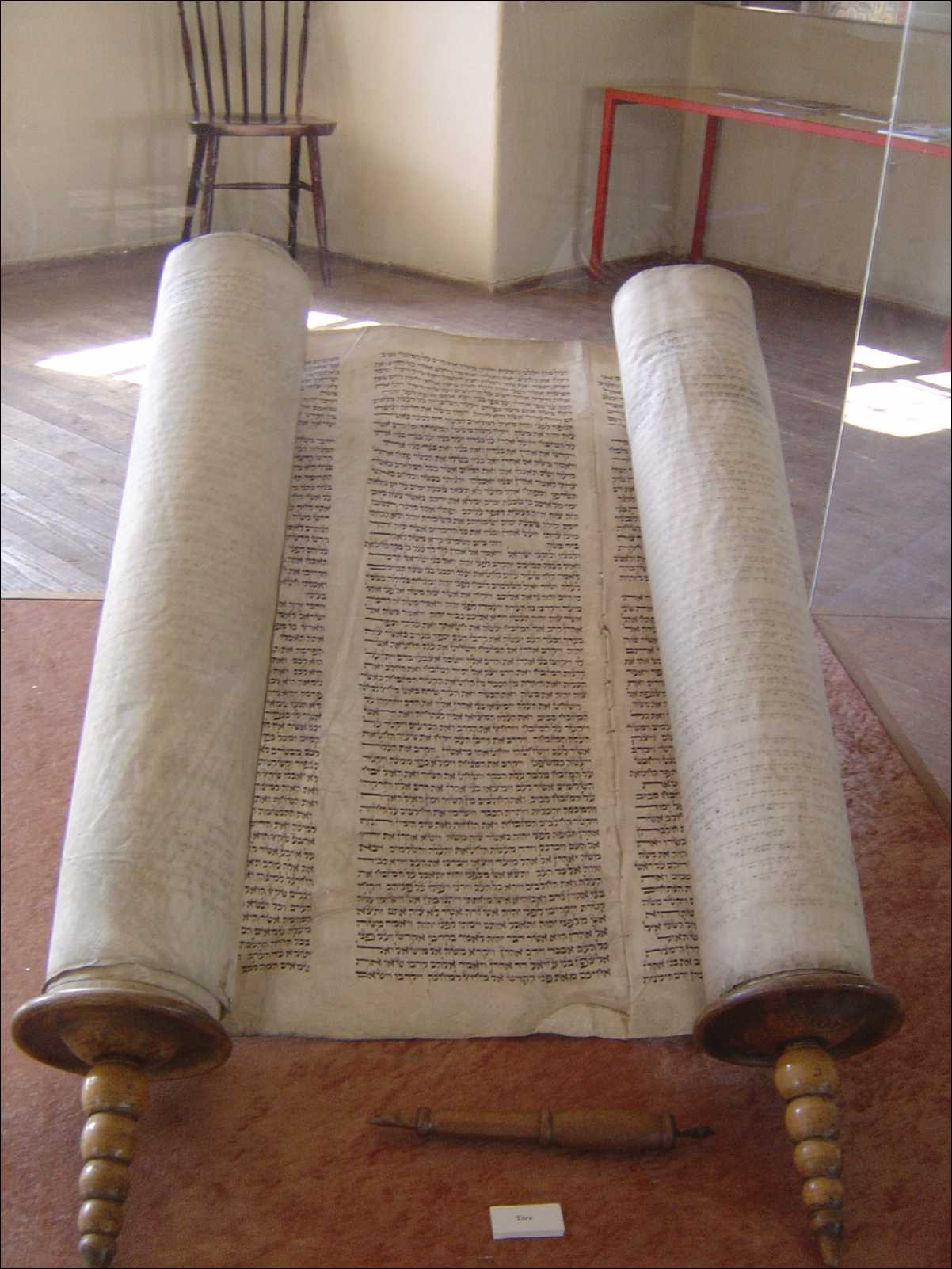
Tora
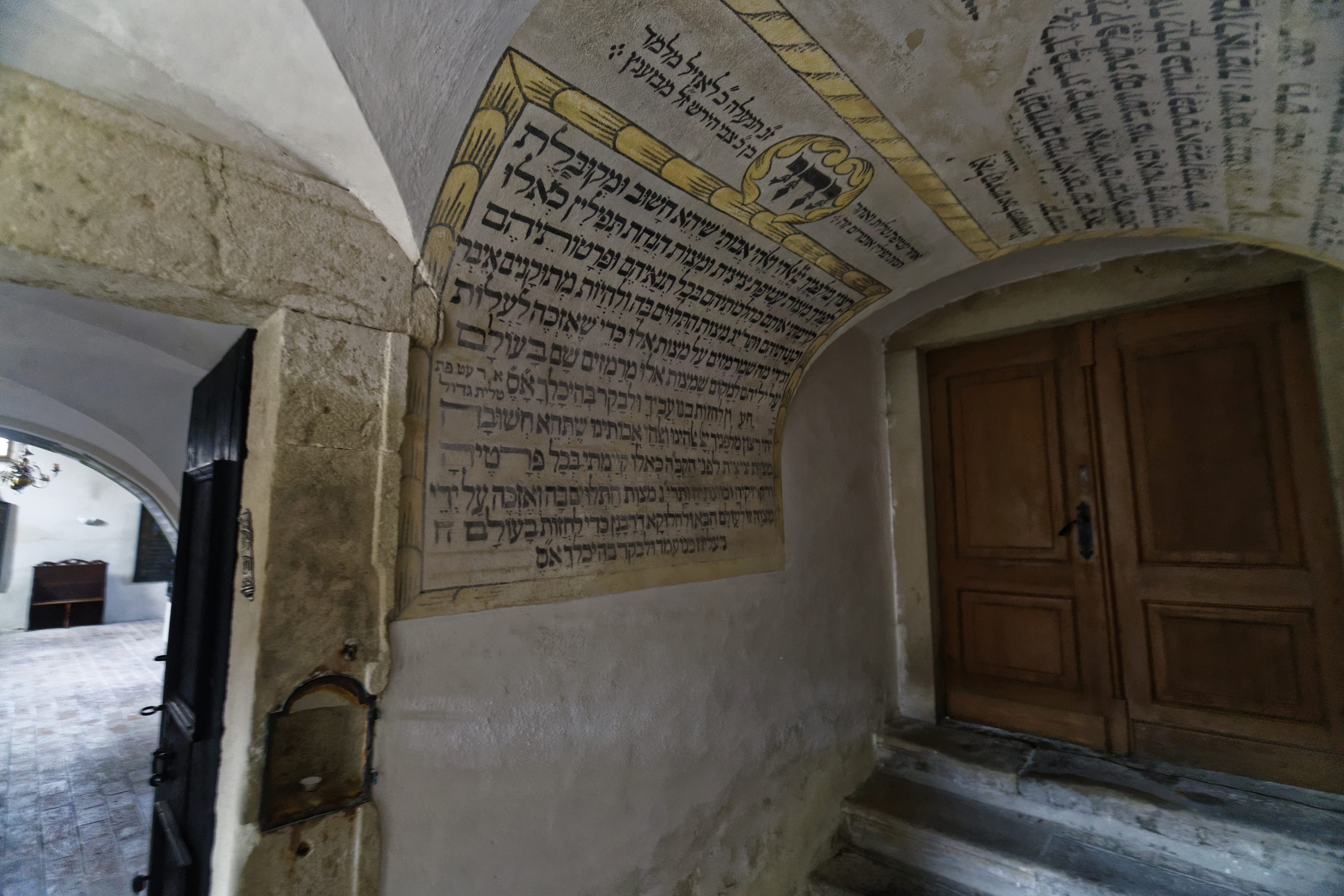